# Kristina Hänel

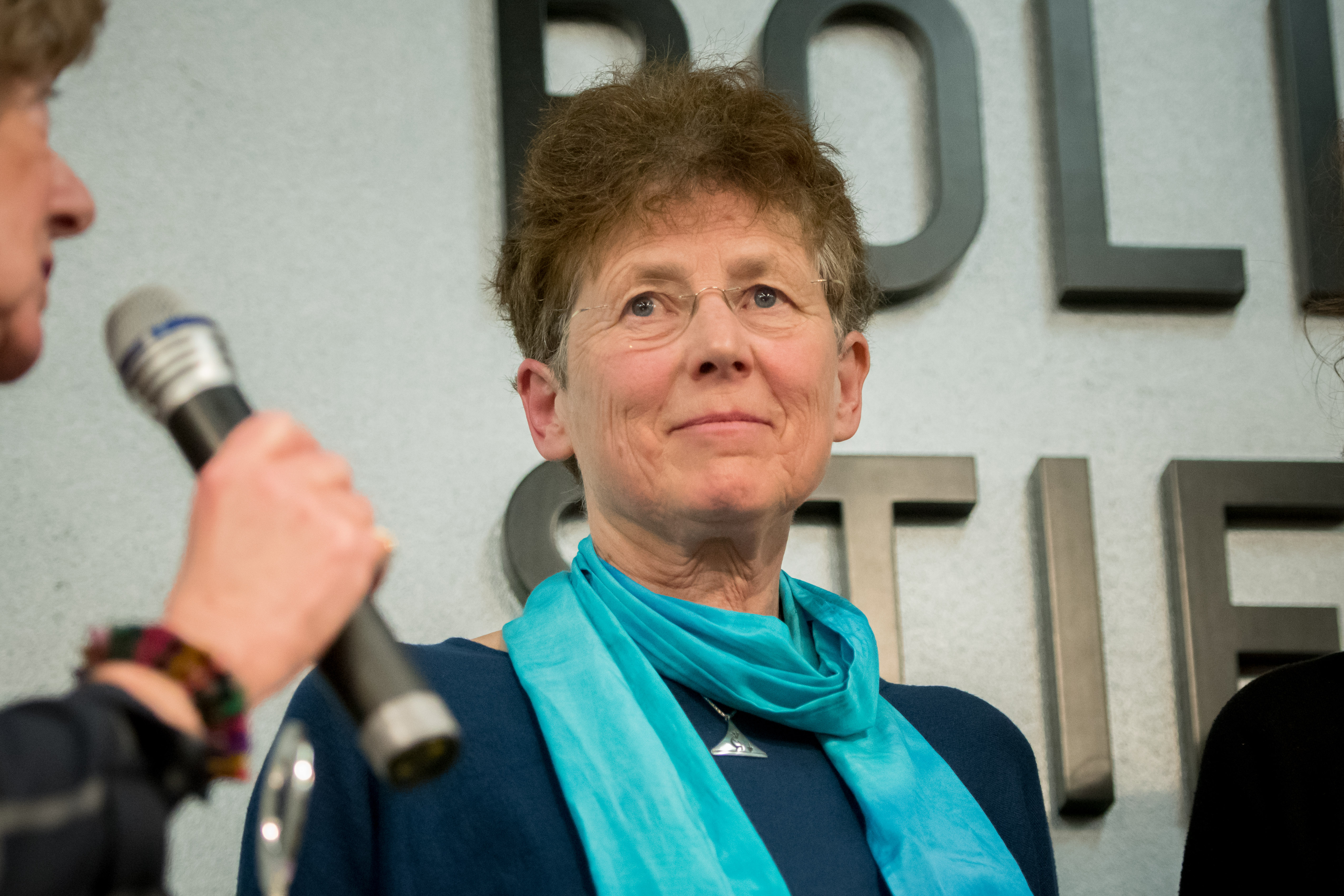
Kristina Hänel bei Verleihung des Anne-Klein-Frauenpreises (2019)

Kristina Gisela Hänel (geboren am 5. August 1956 in Kassel) ist eine deutsche Fachärztin für Allgemeinmedizin. Überregionale Bekanntheit erlangte die in Gießen praktizierende Medizinerin, als sie im Jahr 2018 wegen Werbung für den Abbruch der Schwangerschaft (§ 219a StGB) angeklagt, zu einer Geldstrafe verurteilt wurde und sie sich anschließend in weiteren Instanzen zur Wehr setzte. Im Juni 2022 beschloss der Deutsche Bundestag im Beisein Hänels die Abschaffung des § 219a StGB und die Rehabilitierung von ihr und aller wegen des Strafrechtsparagrafen seit 3. Oktober 1990 verurteilten Mediziner.

## Leben und Wirken
Kristina Hänel entstammt einer Ärztefamilie. Nach ihrem Abitur mit 18 Jahren begann sie ein Medizinstudium. Hänel arbeitet seit 1981 als approbierte Ärztin, hat Weiterbildungen in Notfallmedizin und Sexualtherapie absolviert. Ihre ersten Anstellungen nach dem Studium hatte sie bei Pro-Familia-Zentren und in Stimezo-Kliniken in den Niederlanden. Seit 2001 hat sie eine eigene Praxis in Gießen. Zu den Schwerpunkten, in denen sie medizinisch arbeitet und berät, zählen unter anderem Themen wie Frauengesundheit, Sexualität, Familienplanung, Schwangerschaft, Geburt und Schwangerschaftsabbruch. Ihr öffentlicher und juristischer Widerstand gegen ihre Verurteilung nach § 219a StGB war im Jahr 2022 maßgeblich für die Abschaffung des Strafrechtsparagrafen und die Rehabilitierung von ihr und aller wegen des Strafrechtsparagrafen verurteilten Mediziner seit 3. Oktober 1990 durch den Deutschen Bundestag.
Hänel ist Gründungsmitglied von Wildwasser Gießen, einem Verein gegen sexuellen Missbrauch von Mädchen und Frauen. An der Justus-Liebig-Universität Gießen hatte sie mehrere Jahre einen Lehrauftrag zu sexueller Traumatisierung im Kindesalter. Ehrenamtlich engagiert sie sich im Arbeitskreis Frauengesundheit in Medizin, Psychotherapie und Gesellschaft e. V., bei Pro Familia e. V., in der Deutschen Gesellschaft für Sexualforschung. Sie bietet auch Therapeutisches Reiten für traumatisierte Kinder und Jugendliche in integrativen Gruppen an.
Hänel war verheiratet und hat ihre inzwischen erwachsenen Kinder während der Studienzeit geboren. Sie ist Marathonläuferin und startet international für die Altersgruppennationalmannschaft der Deutschen Triathlon Union.

## Juristische Auseinandersetzungen

### Strafverfahren
Seit 2009 waren drei Ermittlungsverfahren wegen des Verdachts der Werbung für den Abbruch der Schwangerschaft gegen Hänel anhängig. Infolge des dritten Ermittlungsverfahrens wurde Hänel von dem Amtsgericht Gießen am 24. November 2017 zu einer Geldstrafe von 40 Tagessätzen verurteilt, weil sie auf der Website ihrer Praxis erklärt hatte, Schwangerschaftsabbrüche vorzunehmen. Das Landgericht Gießen verwarf im Oktober 2018 die gegen diese Verurteilung gerichtete Berufung Hänels. Hänel legte hiergegen Revision ein. Die Anzeigen, die zum Ermittlungsverfahren führten, wurden unter anderem von Yannic Hendricks erstattet.
Das Urteil des Landgerichts Gießen gegen Hänel wegen „Werbung für Schwangerschaftsabbrüche“ wurde aufgehoben, teilte das Oberlandesgericht Frankfurt am Main am 3. Juli 2019 mit.
Zu ihren Gunsten sei der seit März 2019 geänderte § 219a anzuwenden. Das Landgericht Gießen verurteilte Hänel daraufhin im Dezember 2019 erneut zu einer Geldstrafe, nun in Höhe von 25 Tagessätzen. Die Richterin verband ihren Urteilsspruch mit Kritik am Gesetzgeber: „Es macht keinen Sinn, strafrechtlich eine sachliche Information zu einem medizinischen Eingriff zu verbieten“ sowie „Es fällt schwer, Argumente dafür zu finden, dass der 219a so ins Gesetz gekommen ist.“ Im Januar 2021 verwarf das Oberlandesgericht die Revision Hänels, woraufhin sie im Februar 2021 Verfassungsbeschwerde einlegte. Im Juni 2022 wurden sie und alle wegen des Strafrechtsparagrafen seit 3. Oktober 1990 verurteilten Mediziner im Zuge der Abschaffung des § 219a StGB vom Deutschen Bundestag rehabilitiert.

### Verfassungsbeschwerde
Am 19. Februar 2021 reichte Hänel gegen ihre Verurteilung im Strafverfahren und gegen den § 219a StGB eine Verfassungsbeschwerde ein (2 BvR 390/21). Als Prozessbevollmächtigte benannte sie den Rechtsanwalt Ali B. Norouzi, den Strafrechtsprofessor Reinhard Merkel und die Verfassungsrechtsprofessorin Frauke Brosius-Gersdorf. Das Bundesverfassungsgericht beschloss am 10. Mai 2023, die Verfassungsbeschwerde nicht zur Entscheidung anzunehmen.

### Zivilverfahren
Nachdem der Abtreibungsgegner Klaus Günter Annen sie mit Tätern des Holocaust verglichen und als „entartet“ bezeichnet hatte, wehrte sie sich dagegen im August 2020 erfolgreich mit einer Unterlassungsklage vor Gericht. Zudem musste Annen ihr eine Entschädigung in Höhe von 6000 Euro zahlen. Das Urteil ist noch nicht rechtskräftig.

### Strafantrag
Im Februar 2021 stellte sie gegen Klaus Günter Annen, den Betreiber der Webseiten babykaust.de und abtreiber.com, einen Strafantrag wegen Beleidigung und Volksverhetzung, woraufhin er im Februar 2022 vom Amtsgericht Weinheim wegen Beleidigung zu einer Geldstrafe verurteilt wurde. Laut LTO gehe die Debatte wegen der Strafbarkeit der Volksverhetzung weiter.

### Reaktionen
Im Januar 2021 entfernte Hänel die Informationen zum Schwangerschaftsabbruch von ihrer Webseite, um nach ihrer rechtskräftigen Verurteilung Strafen durch weitere Verurteilungen zu vermeiden. Organisationen, die selbst keine Schwangerschaftsabbrüche durchführen, griffen diese Informationen auf: Die Giordano-Bruno-Stiftung veröffentlichte die Webseite abtreibung-info.de. FragDenStaat veröffentlichte das Angebot fragdenstaat.de/aktionen/219a in verschiedenen Sprachen.

## Auszeichnungen

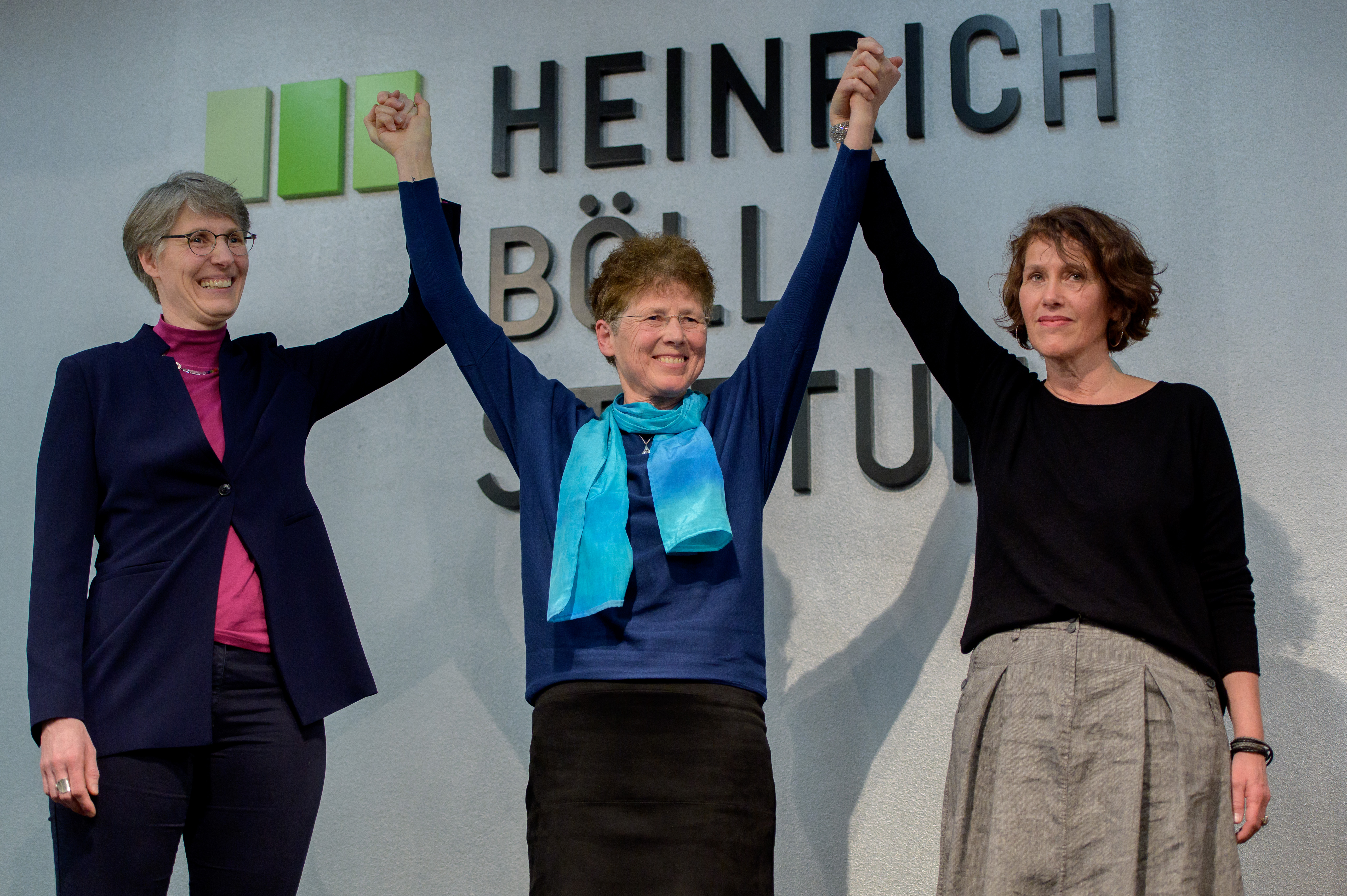
Preisverleihung des Anne-Klein-Frauenpreis (2019)

- 2018: Clara-Zetkin-Frauenpreis der Partei Die Linke[31]
- 2019: Anne-Klein-Frauenpreis der Heinrich-Böll-Stiftung, gemeinsam mit Natascha Nicklaus und Nora Maria Szász[32]
- 2019: „Frauenringsfrau 2019“ des Deutschen Frauenring e. V.[33]
- 2019: Marburger Leuchtfeuer durch die Stadt Marburg und die Humanistische Union[34]
- 2019: Katharina-Zell-Preis der Katharina-Zell-Stiftung[35]
- 2021: Liste „40over40“ der Hypovereinsbank[36]

## Bücher
- Andrea Vogelsang (Pseudonym): Die Höhle der Löwin. Geschichten einer Ärztin über Abtreibung. Anthologie, Ulrike Helmer Verlag, Sulzbach/Taunus 2018, um ein Nachwort erweiterte Neuauflage der Erstausgabe, ISBN 978-3-89741-417-4.
- Kristina Hänel: Das Politische ist persönlich. Tagebuch einer „Abtreibungsärztin“. Argument Verlag, Hamburg 2019, ISBN 978-3-86754-513-6.